# دوكي يونت
دوكي يونت (بالإنجليزية: Ducky Yount)‏ هو لاعب كرة قاعدة أمريكي، ولد في 7 ديسمبر 1885 في مقاطعة آيرديل في الولايات المتحدة، وتوفي في 9 مايو 1970 في وينستون-سالم في الولايات المتحدة.

## وصلات خارجية
- دوكي يونت على موقعبيزبول رفرنس.كوم (الدوري الرئيسي) (الإنجليزية)
- دوكي يونت على موقعبيزبول رفرنس.كوم (الدوري الثانوي) (الإنجليزية)